# ارنست تورنس
ارنست تورنس (انگلیسی: Ernest Torrence؛ ۲۶ ژوئن ۱۸۷۸ – ۱۳ مهٔ ۱۹۳۳) بازیگر اهل اسکاتلند بود.
از فیلم‌هایی که وی در آن نقش داشته‌است، می‌توان ارابه‌های جنگی، افسون‌شده، گوژپشت نتردام، استیمبوت بیل جونیور، پل سن لوئیس ری، پیتر پن، شاهنشاه، شرلوک هولمز، تله آدم‌گیر و کازاک را نام برد.